# Bill Newton
Bill R. „Fig” Newton (ur. 20 grudnia 1950 w Rockville) – amerykański koszykarz, występujący na pozycjach silnego skrzydłowego lub środkowego, mistrz ligi ABA.
Był jednym z kandydatów do drużyny olimpijskiej USA w 1972.

## Osiągnięcia
Na podstawie, o ile nie zaznaczono inaczej.
NCAA
- Uczestnik NIT Final Four (1970)
- Zaliczony do:
  - III składu SEC (1971, 1972)[2]
  - składu dekady uczelni LSU - LSU's 1970s All-Decade Team

ABA
- Mistrz ABA (1973)

Inne
- Zaliczony do Galerii Sław Koszykówki stanu Indiana (2013)